# Mimoclystia cancellata
Mimoclystia cancellata là một loài bướm đêm trong họ Geometridae.